# Queen of Hip-Pop
Queen of Hip-Pop è il settimo album in studio della cantante giapponese Namie Amuro, pubblicato nel 2005.

## Tracce
1. Queen of Hip-Pop – 3:14
2. Want Me, Want Me – 3:10
3. WoWa – 4:08
4. I Wanna Show You My Love – 3:39
5. Girl Talk – 4:22
6. Free – 4:18
7. My Darling – 4:14
8. Ups & Downs (con Nao'ymt) – 3:46
9. I Love You – 4:16
10. All for You – 5:47
11. Alarm – 4:10
12. No – 7:07